# 多对花楸
多对花楸（学名：Sorbus multijuga）是蔷薇科花楸属的植物。分布在中国大陆的四川等地，生长于海拔2,300米至3,000米的地区，见于丛林内及岩石山坡，目前尚未由人工引种栽培。

## 异名
- Sorbus microphylla auct. non (Wall.) Wenzig